# グアダラハラ爆発事故
グアダラハラ爆発事故は、1992年4月22日にメキシコ第2の都市グアダラハラで下水道に流入したガソリンが引火爆発し、250人以上の死者を出した爆発事故である。

## 概要
事故が起こる3日前から住民はトイレや下水管からの強い異臭を訴えていた。トルティーヤ店のガス漏れを指摘され同店ではガス会社を呼び点検したが異常はなかった。別の一部の住民は水道水にガソリンが混じっていることに気付いた。すぐに水道局職員が下水管を調査をしたところ可燃性のガスが充満していることがわかりすぐに市に報告したが真剣に取り合ってもらえず「騒がず待機」するように命じられた。その後消防隊も調査をしたが汚染源は特定できなかった。事故当日が近づくと異臭はどんどん強くなった。消防局長はラジオ局の取材で「ガソリンに似た液体のヘキサンが検出されたが爆発の危険はない」と発表した。しかし、一部地域ではマンホールの蓋が飛ぶなど不安は続いていた。
そして事故当日の4月22日の午前10時6分に下水管が爆発。最初の爆発から4時間に渡って各処で爆発は続き、道路が数キロメートルに渡り陥没した。公式の発表では254人の死者と1,400人近くの負傷者をだし、15,000人が家を失った。被害額は3億ドルから10億ドルと推定される。

## 原因
当初は食用油の製造工場が下水に可燃性の液体を流出させたためと思われた。しかし、原因はペメックス（メキシコの国営石油会社）の精油所が地下に通していた鋼鉄製の送油管に、新たに設けられた亜鉛メッキの銅製の配水管が接触したことで周囲の湿度によって局部電池腐食を起こし、穴の開いた送油管から大量のガソリンが漏れ、それが下水道に流入したことであった。事故当日は4月にしては異例の30℃を越す猛暑日で下水管の構造が気化したガソリンがたまる様になっていた。30℃で沸点に達するガソリンはいつ爆発してもおかしくない状況だった。皮肉にも調査のためマンホールの蓋を開けた際に飛び散った微量の火花が引火し爆発事故が発生したと言われている。
市の職員も危険なレベルのガソリンの蒸気の量に気付いていたが、市長が爆発の危険に気付かず避難を行わせなかった事が被害を大きくした。事件後、市長をはじめ水道局、ペメックスなどの責任者が逮捕された。その後パイプラインは市街地から遠く離れた場所に移設されガス漏れを感知するメーターも設置された。